# 晴れたらいいね (小説)
『晴れたらいいね』（はれたらいいね）は藤岡陽子の小説。2015年7月に光文社から書き下ろしで単行本が刊行され、2017年8月に同社より文庫版が刊行された。   
現代の看護師・高橋紗穂が1944年、第二次世界大戦中のフィリピン・マニラの従軍看護婦・雪野サエとしてタイムスリップし、死と隣り合わせの過酷な状況を仲間たちと希望を見失わずに看護婦として生き抜いていく姿が描かれる。
2025年1月10日からテレビ東京・BSテレ東の制作によるドラマがPrime Videoで配信中。
同年3月30日にテレビ東京系列にて放送された。

## あらすじ
2015年、東京の総合病院に勤務する看護師・高橋紗穂が深夜の病棟内を巡回中、脳梗塞で3年以上も意識がないままの入院患者・雪野サエの意識が突然戻り、紗穂の腕を強く掴んで話しかける。
その時、激しい地震が起こり、視界が歪み、どこかに強く吸い込まれていくように紗穂は意識を失う。気が付くと、病室ではなく草木の生い茂る荒れ地にいて、カーキ色のワンピースを着た人たちが紗穂のことを「雪野さん」と呼びかけてくる。混乱しながらも、今は1944年8月で、フィリピン・マニラにある野戦病院で働く日赤の従軍看護婦であった若い時の雪野サエとしてタイムスリップしたらしいことが次第に分かってくる。
紗穂は元に戻れる日まで、ここでは雪野サエとして振る舞うしかないと考え、激しい戦禍の中、1年後に訪れるはずの終戦の日まで従軍看護婦として、未来への希望を失わず、仲間の看護婦たちとともに、精一杯生き抜いていこうと決心する。

## 登場人物

### 主要人物
高橋紗穂（たかはし さほ）
24歳。現代の東京の総合病院に勤務する看護師。戦時中のフィリピンの野戦病院で働く従軍看護婦・雪野サエ（24歳）としてタイムスリップする。
岩代伍長が看護婦たちに自決のためにと手榴弾の模擬練習をさせようとした時には「自決なんて絶対にしません」と猛反発している。
藤原美津（ふじわら みつ）
24歳。日赤の従軍看護婦。元のサエの親友であり、サエとして現れた紗穂とも親友であり続け、何かと親身に助けてくれる。
産婆になるために、内地では日赤の産婦人科病棟に勤務していたが、召集されて戦地のマニラで既に１年半勤務している。
菅野（すがの）
日赤看護婦の婦長。今回が4度目の召集。高知出身。厳格な女性。自身の体調が悪化した時に、班員の命を守ってくれると確信して、紗穂に班の指揮を任せている。
佐治（さじ）
野戦病院の軍医中尉。温和な性格で患者だけではなく、看護婦たちにも気遣いを見せる。
紗穂の言動にも興味を持ち、何かとかばってくれて、生まれ変わるなら君が育った国で生きたいと言っている。
岩倉民子（いわくら たみこ）
救護班一の美人。父は軍の中将。「どうしようもない皮肉屋」だが、冷静な判断力を持ち、軍への意見や批判も辞さない。
慣れない森や山道を何日も歩き続け、弱り切った救護班員に行軍を強いる岩代伍長に休息を要求し、紗穂と菅野婦長も賛成する。
今井章一朗（いまい しょういちろう）
18歳。米軍のマニラ港空爆で全身に火傷を負い、病院に運ばれた一等兵。紗穂の看護を受けつつ、次第に心を通わせるようになる。
後日、紗穂たちが所属する473部隊の本隊に合流するために荒れた山道を進んでいた時に再会し、安全な道を教えてくれて籾を分けてくれる。

### 東京（2015年）
雪野サエ（ゆきの サエ）
95歳。戦時中は従軍看護婦。高齢者専門病棟に入院中の患者。脳梗塞で3年以上も意識がないままだった。
突然意識が戻り、紗穂の腕を掴み「あなた、どこの班員?」などと話しかけるが、激しい地震が起こり、再度意識を失う。
静子（しずこ）
サエの娘。紗穂が現代に帰還後に自宅を訪ね、サエの戦時中の遺品などを見せてもらい、頼み込んでサエの写真や美津の従軍手帳を譲り受ける。
樫木（かしき）
夜間の看護師2人体制で紗穂とペアの看護師。

### フィリピン（1944年）
進藤初代（しんどう はつよ）
救護班の陸軍看護婦。本名は方玉賀（ファンユーハ）、台湾人の娘に生まれ、日本人の養子になり日本名を名乗る。
北川梅（きたがわ うめ）
19歳。救護班の陸軍看護婦。実家は東京。現地の少年マリオをマアくんと呼び、心を通わせている。
白田紀江（しろた のりえ）
救護班の陸軍看護婦。廃坑になった金山の「坑道病院」で梅と過ごした地獄のような日々を紗穂に話す。
山間の食料に詳しく、紗穂や進藤と鳥を仕掛けた罠で捕獲したり、出くわした蛇や虫を捕獲して貴重な食料としている。
兵藤（ひょうどう）
陸軍看護婦の婦長。乳飲み子を内地に置いて赴任している。怒ると怖いが頼りになる。九州弁が出た時はかなり怒っている。
岩代（いわしろ）
陸軍伍長。紗穂からは典型的な嫌な男、民子からは偉そうなくせに臆病と嫌われている。看護婦たちに自決用などと手榴弾の模擬練習をさせようとする。
瀬口（せぐち）
陸軍衛生兵。優しく細やかな気遣いができる。紗穂にも気安く話しかけてくれ、紗穂もなぜか素のままで話せると思っている。
紗穂からの重症患者に水分補給のためアイスキャンデーを作って与えるという提案に賛成し、反対する兵藤婦長を説得してくれる。
山際（やまぎわ）
陸軍衛生兵。看護婦が体調を崩すことなど断じて許されないが口癖で、少しでも緩慢な動きをしていると問答無用でビンタで制裁をする。
兵藤婦長も体調を崩している（結核の疑い）が、言い出せずにいる。この当時では山際が普通で、瀬口衛生兵のような人が特別らしい。
マリオ
現地の男児。母親と2人暮らし。父親は日本人だが内地に戻ったきり連絡が途絶えた。再生利用のため包帯を洗う仕事を手伝い、給金をもらっている。

## 書誌情報
- 藤岡陽子『晴れたらいいね』
  - 2015年7月16日発売[1]、光文社（単行本）、ISBN 978-4-334-91041-9
  - 2017年8月8日発売[3]、光文社文庫、ISBN 978-4-334-77495-0

## 配信ドラマ
2025年1月10日からテレビ東京、BSテレ東の制作により、Prime Videoで世界見放題独占配信中。監督は深川栄洋、主演は永野芽郁。岡田惠和が脚本を手がけた。
地上波テレビでは同年3月30日にテレビ東京開局60周年特別企画ドラマスペシャルとして、テレビ東京系列にて放送された。

### キャスト

#### 主要人物
高橋紗穂
演 - 永野芽郁
現代で墨田区桜丘総合病院に勤務する看護師。仕事はできるが覇気がない。寝たきりの入院患者・雪野サエに一方的に悩みを吐露していた。
1944年のフィリピンにある野戦病院で働く陸軍の従軍看護婦（若い時の雪野サエ）としてタイムスリップしてしまう。
藤原美津
演 - 芳根京子
陸軍の従軍看護婦。サエの親友であり、紗穂がタイムスリップした先で出会う。
今井章一朗
演 - 萩原利久
負傷して野戦病院に運ばれた一等兵。紗穂の看護を受けつつ、次第に心を通わせるようになる。
菅野富貴子
演 - 江口のりこ
野戦病院の看護婦長。長野県出身。厳格な女性だが、実は面白いことが好きな一面もある。
佐治誠
演 - 稲垣吾郎
野戦病院の軍医。温和な性格で患者だけではなく看護婦たちにも気遣いを見せる。

#### 日本（2024年）
雪野サエ
演 - 倍賞美津子
紗穂が勤務する病院の寝たきりの入院患者。かつてこの病院の名誉婦長だった。
平田彩里
演 - 白本彩奈
新人看護師。原作には登場しない。
萩野みどり
演 - 宮澤美保
看護師長。紗穂たちを見守る。原作には登場しない。
サエの友人
演 - 吉行和子
平成30年と令和6年の藤原美津。

#### フィリピン（1945年）
岩倉民子
演 - 藤間爽子
野戦病院で働く陸軍看護婦。真面目で周りと対立しがち。
高沼節子
演 - 豊嶋花
陸軍看護婦。病弱ながらも看護婦として働く。北海道出身。原作には登場しない。
大西茂子
演 - 富山えり子
陸軍看護婦。食いしん坊でパワフル。香川県出身。原作には登場しない。
奥山正子
演 - うらじぬの
陸軍看護婦。山形弁のおばちゃん。原作には登場しない。
堀井光男
演 - 高橋努
今井とともに負傷して野戦病院へやってくる。原作には登場しない。

### スタッフ
- 原作 - 藤岡陽子『晴れたらいいね』（光文社文庫刊）
- 脚本 - 岡田惠和
- 監督 - 深川栄洋
- 音楽 - 安川午朗[7]
- 劇中歌 - DREAMS COME TRUE『晴れたらいいね 〜VERSION'18〜』（DCTrecords / UNIVERSAL SIGMA）
- 医事・看護指導 - 堀エリカ
- 軍事所作指導 - 越康広
- 合唱指導・監修 - 福永一博[19]
- セーフティ指導 - 大道寺俊典
- バーチャルプロダクション技術協力 - Hibino[20]、特殊映材社
- CG - 田中貴志（マリンポスト）
- チーフプロデューサー - 大和健太郎（テレビ東京）[7]
- プロデューサー - 中川順平（テレビ東京）、北川俊樹（テレビ東京）、黒沢淳（テレパック）、小林泰子（テレパック）[7]
- 制作協力 - テレパック[7]
- 製作著作 - テレビ東京、BSテレ東[7]

## ラジオドラマ
2016年2月29日から3月11日まで10回にわたって、NHK FMの「青春アドベンチャー」枠で放送された。2019年4月に同局で再放送されている。

### 出演者
※ 役名は不明。
- 原田樹里、石橋徹郎、石村みか、ハマカワフミエ
- 深谷美歩、今泉舞、森田祐吏、長雄瑞穂
- 大崎由利子、二宮弘子、木下祐子、小多田直樹
- 瘧師光一郎、清水明彦、粟野史浩、長谷川皓
- 箱田暁史、アリソン・オパオン、西岡未央、滝沢花野
- 荒巻まりの、藤松祥子、森川由樹、田中雄土、藤村真優[21]

### スタッフ（ラジオドラマ）
- 原作 - 藤岡陽子
- 脚色 - 山谷典子[21]
- 音楽 - 川田瑠夏[21]
- 演出 - 藤井靖[21]
- 技術 - 山田顕隆、若林政人[21]
- 音響効果 - 米本満[21]